# Bell-Boeing V-22
Die V-22 Osprey (engl. für „Fischadler“) ist ein militärisch genutztes Kipprotor-Wandelflugzeug mit Senkrechtstart- und -landefähigkeit (VTOL) sowie Kurzstart- und -landefähigkeit (STOL) aus US-amerikanischer Produktion. Der Erstflug des Prototyps fand 1989 statt, die US-Luftwaffe und das US-Marine Corps begannen ab 2005 mit der Einführung. Das Luftfahrzeug vereint die Funktionsprinzipien eines Drehflüglers mit denen eines Flächenflugzeuges.

## Geschichte

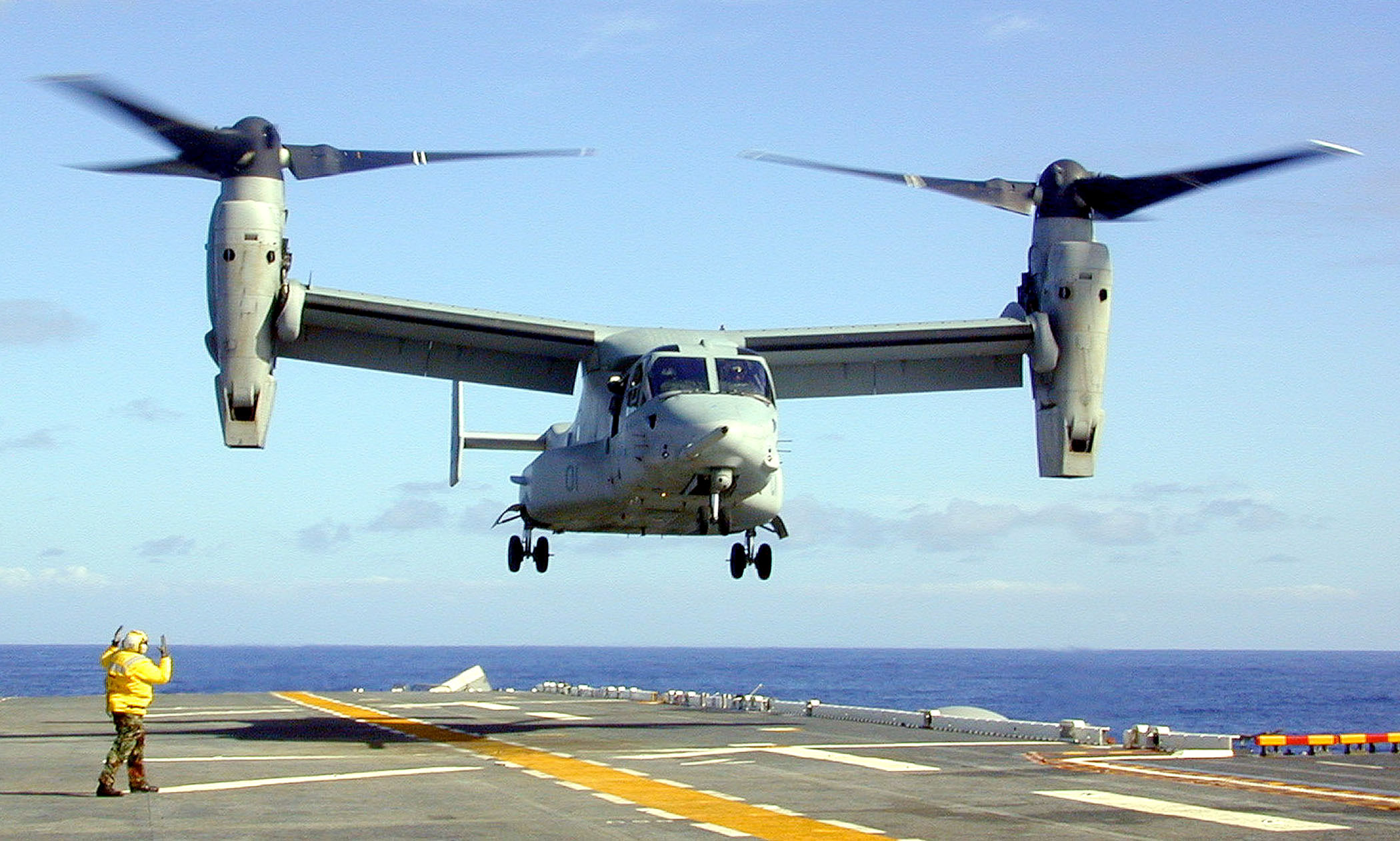
Landung einer MV-22 Osprey auf der Essex

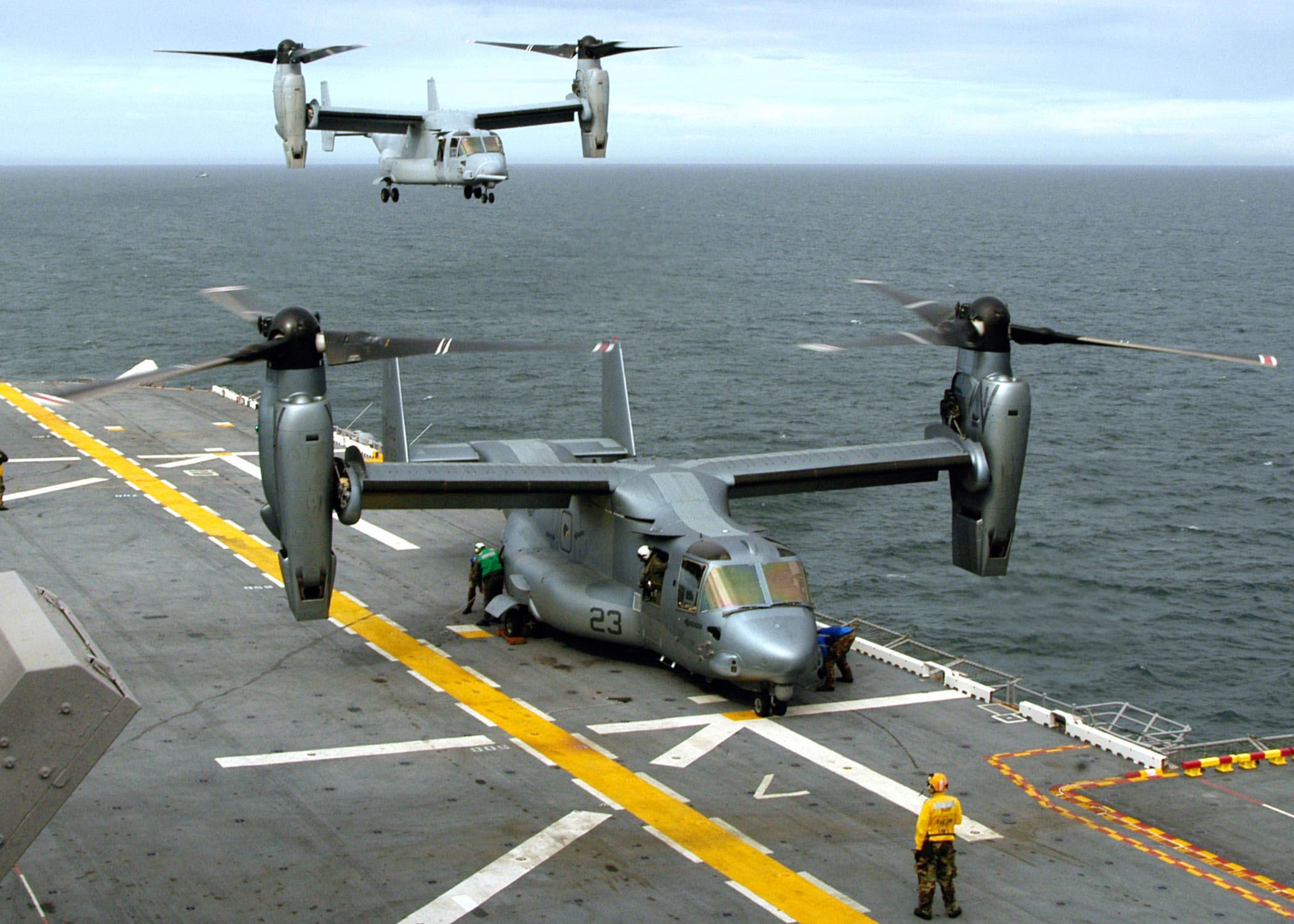
MV-22 Osprey auf der Wasp

Die Ursprünge des Antriebskonzepts der Osprey gehen auf die von Bell Helicopter 1951 entwickelte Bell XV-3 zurück. Dieses fand 1973 in einer weiterentwickelten Ausführung ebenfalls Verwendung in der Bell XV-15. Im Jahr 1981 begann die Definition der Anforderungen für das Joint Services Advanced Vertical Lift Aircraft-(JVX)-Programm durch das US-Verteidigungsministerium. Im April 1983 wurde das Bell/Boeing-Team von der US Navy beauftragt, das JVX-Flugzeug zu entwickeln und zu bauen. Seitdem ist dieses Flugzeug als V-22 Osprey bekannt.
Die Forderung nach einem solchen Flugzeug geht auf den Fehlschlag der Operation Eagle Claw am 24. und 25. April 1980 zurück, als es nicht gelang, die Geiseln aus der von Revolutionsgarden besetzten US-Botschaft in Teheran zu befreien. In der Aufarbeitung des Einsatzes kam man zu dem Schluss, dass die Operation mit einem Fluggerät wie der V-22 gelungen wäre. Ähnlicher Bedarf zeigte sich beim Combat Search and Rescue, der Bergung von über feindlichem Territorium abgeschossenen Piloten oder eingeschlossenen Truppen. Die Anforderungen an die V-22 wurden jedoch hauptsächlich auf das Marine Corps zugeschnitten, das ein schnelles und bewegliches Gerät für Truppenverlegungen und Nachschub benötigte. Weitere vorgesehene Einsatzfälle waren Verbindungsflüge zu und von Schiffen sowie im zivilen Bereich der Flugverkehr von und zu Ölbohrplattformen.
Am 19. März 1989 fand der Erstflug in Arlington, Texas statt. Die erste Transition (der Übergang zwischen Schwebe- und Horizontalflug oder umgekehrt) wurde am 14. September 1989 durchgeführt. Das erste Serienflugzeug entstand am 5. Februar 1997.
Im Juni 2005 hat die Osprey die letzten Truppentests unter Einsatzbedingungen (OPEVAL – Operational Evaluation) nach Herstellerangaben „zur vollen Zufriedenheit“ abgeschlossen. Am 28. September 2005 ordnete das Pentagon offiziell die reguläre Serienproduktion an.
Das Programm litt unter mehreren Rückschlägen und Unfällen von Prototypen und Truppenerprobungsmustern. Die Verzögerung wird durch folgendes Zitat veranschaulicht: „Die V-22 Osprey absolvierte ihren Erstflug am 19. März 1989 und soll 1991 in Dienst gestellt werden.“ (Rogers – Senkrechtstarter) Das Programm ist in den Vereinigten Staaten stark in der Finanzierung zurückgestuft worden. Am 19. September 2005 wurde die erste CV-22A an die US Air Force geliefert. Ab 3. Juni 2005 stoppte das U.S. Marine Corps die Einführung der Osprey und setzte sie erst ab dem 3. März 2006 wieder fort. VMM-263 ist die erste mit diesem Fluggerät ausgerüstete Einheit des Marine Corps und löst schrittweise die Hubschrauber der Typen CH-46E „Sea Knight“ und CH-53 „Sea Stallion“ ab. Am 22. März 2006 hob zum ersten Mal eine Osprey im Dienst der Marines ab; geflogen wurde sie von Captain Elizabeth A. Okoreeh-Baah.
Im September 2007 wurde die mit zehn Ospreys ausgerüstete Staffel VMM-263 des Marine Corps in den Irak verlegt. Die Staffel ist damit die erste Einheit, die das Flugzeug unter Kampfbedingungen einsetzt. Im November 2008 verlegte die US Air Force vier Ospreys nonstop (mit Luftbetankung) zu einer Übung nach Mali. Ab November 2009 wurde die MV-22B von der VMM-263 auch in Afghanistan eingesetzt. Ospreys der Kearsarge retteten im März 2011 ein Besatzungsmitglied einer über Libyen abgestürzten F-15. Am 10. Februar 2011 erflog eine Osprey der VMM-264 (Marine Medium Tilt-rotor Squadron 264) die 100.000. Flugstunde des Baumusters im Einsatz über Afghanistan. Im März 2011 befanden sich bereits 131 von geplanten 360 MV-22 im Bestand des Marine Corps. Die Stationierung in Japan begann 2012, die ersten beiden Staffeln in Fernost sind die VMM-265 (MCAS Iwakuni) und die VMM-561 (MCAS Futenma).
Die US Air Force besaß im März 2011 16 von 50 geplanten CV-22, die in zwei Squadrons des Air Force Special Operations Command eingesetzt werden. Im April 2011 wurde bekannt, dass CV-22 für Spezialkommandos zukünftig auch in Europa stationiert werden. Die ersten Exemplare trafen im Juni 2013 in RAF Mildenhall ein.
Am 11. Dezember 2014 wurde erstmals eine starr nach vorn feuernde Raketenbewaffnung erprobt. Damit können ungelenkte sowie gelenkte Raketen vom Typ Griffin B und APKWS II abgefeuert werden. Das Programm wurde Mitte 2013 gestartet und soll den Schutz von Ospreys im Einsatz durch andere Hubschrauber überflüssig machen.
Am 5. Januar 2015 vereinbarten die US Navy und das US Marine Corps den Kauf der Variante CMV-22B für die „Carrier Onboard Delivery“-Aufgabe, deren Auslieferung 2020 begann. Das erste Einsatzmuster traf im Juni 2020 bei der Fleet Logistics Mission Squadron 30 (VRM-30) auf der NAS North Island in Kalifornien ein.
Textron, der Mutterkonzern von Bell Helicopter, plante ab 2018 rückläufige Produktionszahlen.

## Technik

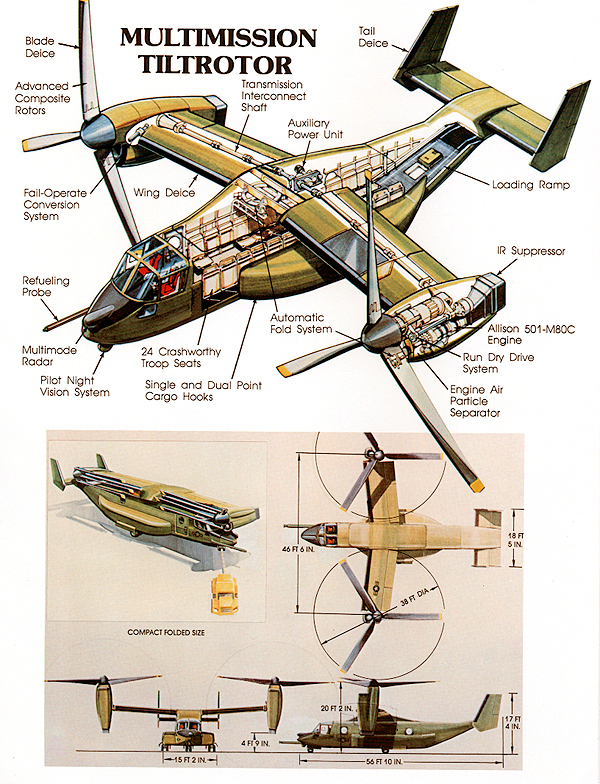
Frühes Konzept der Osprey

Bei der Osprey handelt es sich um ein als Hochdecker ausgelegtes Verwandlungsflugzeug für ca. 24–32 Passagiere. Das Luftfahrzeug verfügt über ein einziehbares Bugradfahrwerk, am Heck unter dem Höhenleitwerk mit zwei Endscheiben-Seitenleitwerken befindet sich eine Heckrampe als Hauptzugang. Die Leitwerke sind mit Steuerflächen analog denen eines normalen Flächenflugzeuges ausgestattet. Der Laderaum ist nicht als Druckkabine ausgelegt.
Das augenfällige Hauptkonstruktionsmerkmal sind die beiden schwenkbaren dreiblättrigen Luftschrauben, die sowohl als Hauptrotoren nach dem Prinzip des Hubschraubers als auch als Zugpropeller für den Reiseflug verwendet werden (Proprotor). Die Rotoren mit ca. 11,6 m Durchmesser sind ähnlich wie bei einem Hubschrauber mit transversalen Rotoren nebeneinander angeordnet und mitsamt ihren Triebwerken an den Enden der Tragflächen etwa um die Querachse des Flugzeugs schwenkbar montiert. Die Luftschrauben drehen gegenläufig, die linke von oben betrachtet im Uhrzeigersinn, die rechte entgegen dem Uhrzeigersinn. Die Rotorebenen sind nicht überlagert und die Blätter kämmen nicht ineinander, sehr wohl sind aber die Rotoren durch eine mechanische Verbindung synchronisiert. In der Triebwerksgondel (Nacelle) sind sowohl das Triebwerk als auch verschiedene Getriebe angeordnet.
Die Tragfläche mit weitgehend rechteckigem Grundriss hat ein aerodynamisch wirksames Tragflächenprofil und ist über die gesamte Spannweite mit einer relativ großen Flaperon-Klappe versehen, welche als Auftriebshilfe und als Querruder dient. Die Tragfläche hat sowohl eine leicht positive V-Stellung als auch eine negative Pfeilung.

### Flugzustände
Mit vertikaler Stellung der Triebwerks- und Rotorenachsen drehen sich die Rotoren in einer nahezu horizontalen Ebene und können so bei Start und Landung Auftrieb wie bei einem Hubschrauber erzeugen.
Beim Übergang in den Reiseflug schwenkt der Pilot beide Propellergondeln mitsamt Rotoren stufenlos in eine horizontale Ausrichtung nach vorne, das Luftfahrzeug beschleunigt und „verwandelt sich“ letztlich in ein Flächenflugzeug mit Turbopropantrieb und entsprechender Reisegeschwindigkeit. Der Auftrieb wird dann durch die Tragfläche erzeugt und die Proprotoren liefern nun ausschließlich den Vortrieb. Dieser Übergang vom Schwebeflug in den Flugzeugmodus dauert im minimalen Fall ca. 16 Sekunden.
Mit nur graduell nach vorne geneigten Rotorachsen wird STOL, Starten und Landen mit kurzer Rollstrecke sowie Langsamflug erzielt.  Dabei sind vertikaler Start oder Landung mit ganz hochgeschwenkten Rotoren (90°) oder Short Take Off and Landing (STOL) mit teilweise geschwenkten Rotoren (75°) möglich, jedoch nicht in der 0°-Reiseflugstellung, da die umlaufenden Proprotor-Blätter dann den Boden berühren würden.
Die Flugzustände sind im Wesentlichen durch den gewählten Winkel der Triebwerksgondeln und damit der Rotorachsen abgegrenzt. Vom hinteren Anschlag bis 85° wird vom VTOL-Mode gesprochen, von 84 bis 1° herrscht der Transitionszustand und bei 0° bzw. dem vorderen Anschlag der Flugzeugmodus. Der Gondelwinkel ist grundsätzlich manuell stufenlos wählbar (siehe Absatz Steuerung).
Gemäß der Einstufung des Herstellers handelt es sich bei dem Fluggerät nicht um einen Hubschrauber, sondern um ein senkrecht startendes und landendes Propellerflugzeug. Die V-22 nutzt jedoch beide Steuerprinzipien.

### Steuerung

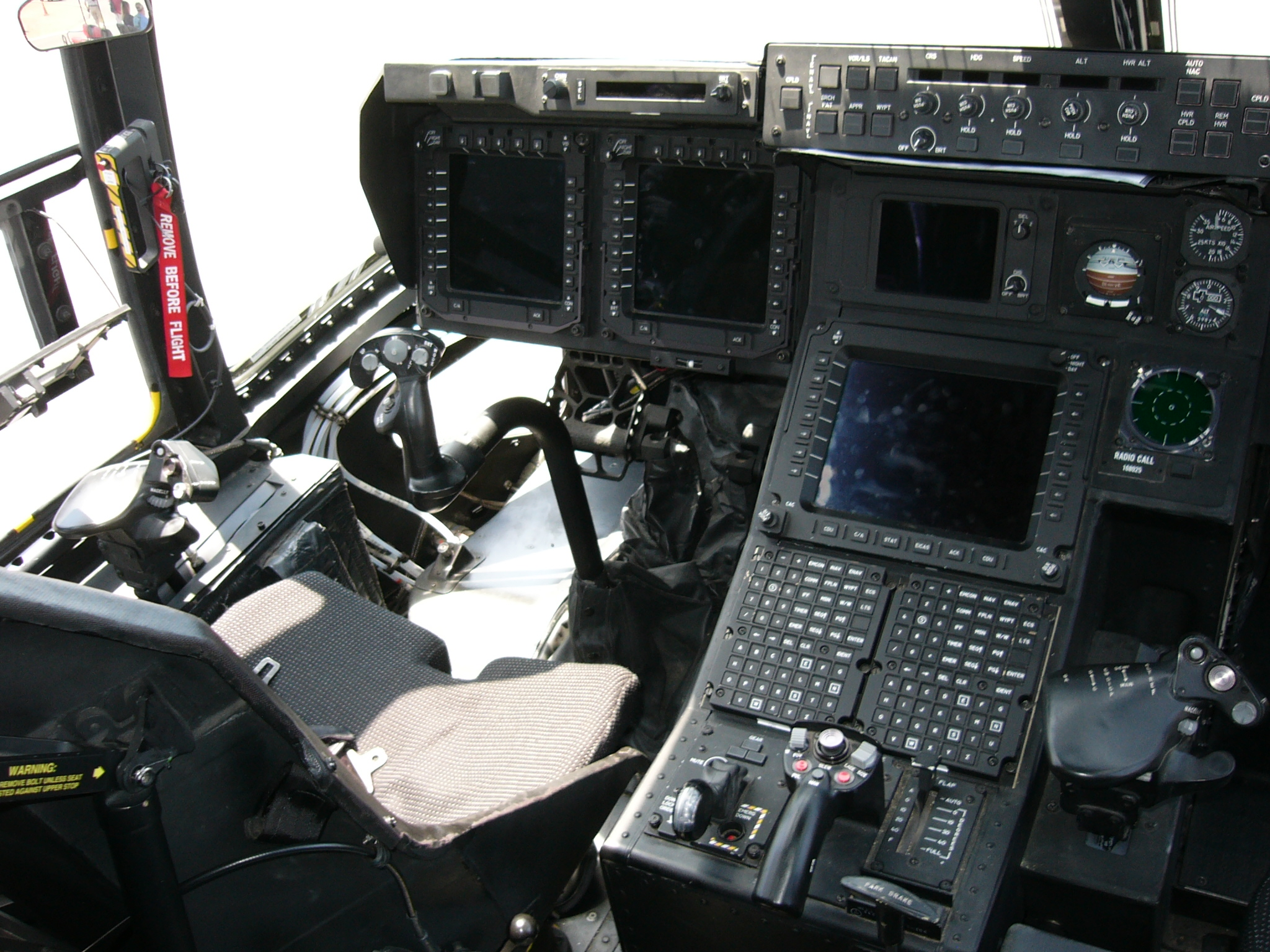
Pilotensitz mit Steuerknüppel, Pedalen und der Konsole mit dem Thrust Control Lever links vom Sitz. Rechts unten im Bild noch der TCL des rechten Sitzes

Während des Schwebeflugs erfolgt die Steuerung wie bei einem klassischen Doppelrotor-Hubschrauber durch je eine Taumelscheibe per zyklischer Blattverstellung (Nick- und Gierachse) sowie durch gegensinnige kollektive Blattverstellung (Roll-Achse), Steigen oder Sinken wird per gleichsinnigem Kollektiv-Pitch gesteuert. Die aerodynamischen Steuerruder sind im Schwebe- oder Langsamflug mangels Anströmung wirkungslos. Dies ändert sich bei zunehmender Fluggeschwindigkeit, wenn die Flugsteuerung auf die immer besser wirkenden Ruderflächen übergeht und die – gänzlich nach vorne gekippten – Rotoren nur noch im Sinne eines Constant-Speed-Verstellpropellers den Schub beeinflussen.
Die Piloten steuern die Osprey mit einem herkömmlichen, zentralen Steuerknüppel für die Nick- und Rollsteuerung, Ruderpedalen für die Giersteuerung und einem speziellen Thrust Control Lever (TCL) genannten Schubhebel. Im Gegensatz zu dem beim Hubschraubern üblichen Pitchhebel, der neben dem Sitz auf- und abbewegt wird, wird der TCL mit der linken Hand vor und zurück bewegt, wobei vorne die maximale Leistung anliegt. Dieser Hebel dient im VTOL-Flugregime somit als Pitchhebel, während er im Flächenflug als Einhebelbedienung über den Blattanstellwinkel auf die Propellerleistung wirkt, während die Drehzahl vom FADEC konstant geregelt wird. Im Handgriff des TCL ist ein geriffeltes, gummiertes Daumenrad integriert, mit dem sich die Triebwerksgondeln schwenken lassen. Beim Beschleunigen aus dem Schwebeflug ist eine Schwenkrate von bis zu 8° pro Sekunde möglich.
Die Ansteuerung der jeweiligen Steuerelemente erfolgt im Sinne eines reinen Fly-by-Wire über einen digitalen, 3-fach redundanten Flugkontrollrechner, der unter anderem während des gleitenden Überganges in der Transitionsphase die Steuereingaben vollautomatisch in ein hubschrauber- oder flächenflugzeugspezifisches Steuerregime umsetzt und dabei die Einhaltung der Flugenveloppe überwacht. Dies ist besonders beim Übergang vom schnellen Reiseflug in den VTOL-Flug relevant, hier wird, um Überlastungen der Rotoren zu vermeiden und einen Stall der Tragfläche zu verhindern, die Verstell-Rate des Winkels der Gondeln fluggeschwindigkeitsabhängig begrenzt.
Das Flaperon an der Endleiste der Tragfläche wird ebenfalls vom Flugkontrollrechner automatisch gesteuert. Im Schwebe- und Langsamflug ist die Klappe beidseitig nahezu senkrecht nach unten ausgelenkt, um die Projektion des Tragflächengrundrisses zu verringern und dem Proprotor-Downwash dadurch weniger störenden Widerstand entgegenzusetzen. Beim Übergang in den Vorwärtsflug wird die Auslenkung verringert, um durch Verwölbung des Profils den Auftrieb zu erhöhen, dabei wird der Querruderausschlag überlagert.
Die Triebwerksregelung wird im Hintergrund automatisch erledigt, es sind zum Flug lediglich zwei Drehzahlvorwahlen notwendig: eine Stufe mit 100 % relativer Drehzahl, was ca. 397/min Rotordrehzahl entspricht, wird für alle Flugzustände des mit Ausnahme des Reisefluges (also Start, Schwebeflug, Transition, Langsamflug, Landung) gewählt, im Reiseflug beträgt die Drehzahl 84 % entsprechend ca. 333/min Rotordrehzahl, da der Leistungsbedarf hierbei geringer wird. Der Pilot steuert letztlich mit dem TCL immer den Blattanstellwinkel, während die FADEC der Triebwerke die gewählte Drehzahl nachregeln.

### Antrieb
Der Antrieb eines jeden Proprotor erfolgt grundsätzlich durch ein Zweiwellen-Gasturbinentriebwerk vom Typ Rolls-Royce AE 1107C „Liberty“, das in der schwenkbaren Gondel unterhalb des sich in der Rotorachse befindlichen Proprotor-Getriebes angebracht ist. Der Lufteinlass befindet sich unterhalb der Proprotor-Nabe. Das Triebwerk verfügt über einen zuschaltbaren Partikelabscheider, der das Ansaugen von aufgewirbeltem Staub und Unrat vermindern soll. Am hinteren Ende der Gondel ist ein Auslassdiffusor mit einer Vorrichtung zur Kühlung des Abgasstromes angebracht, um das Luftfahrzeug gegenüber Infrarot-Luftabwehrraketen zu tarnen.
Die Abtriebswelle der Nutzturbine des Triebwerks treibt direkt über eine Vorrichtung zur Messung des Drehmoments (Torquemeter) und einen Klemmkörper-Freilauf das Untersetzungsgetriebe Proprotor Gearbox (PRGB) an. In diesem Getriebe wird die Eingangsdrehzahl der Gasturbine von ca. 15.000/min auf die Rotordrehzahl von ca. 397/min untersetzt. Von einem Nebenabtrieb der PRGB führt eine Abtriebswelle mit einer Drehzahl von 11.095/min in der Gondel wieder nach hinten zu einem weiteren Getriebe, der Tilt Axis Gearbox (TAGB). Dies ist ein Winkelgetriebe, das im Zentrum der Kippwegung der Motorgondel sitzt und die Drehkraft nahezu rechtwinkelig auf eine mehrfach zwischengelagerte Gelenkwelle überträgt, die innerhalb der Tragfläche zum Tragflächenmittelstück verläuft und eine Nenndrehzahl von 6.574/min aufweist. Von der TAGB werden noch Nebenaggregate wie zum Beispiel Kühlgebläse in der Gondel angetrieben.
Im Tragflächenmittelstück befindet sich die Mid-Wing Gearbox (MWGB), die – bei unveränderter Drehzahl – die durch die V-Stellung und Vorpfeilung der Tragflächen entstehende Winkelabweichung ausgleicht und einen Nebenabtrieb für weitere Bordaggegate bereitstellt. Über diese MWGB wird die Verbindung des Kraftflusses zum Wellen- und Getriebesystem der gegenüberliegenden Motorgondel hergestellt und es entsteht das Interconnect Drive System (ICDS), welches beim Ausfall eines Triebwerkes die Aufteilung der Kraft auf beide Proprotoren ermöglicht. Dies ist unter anderem auch beim Anlassen der Triebwerke sichtbar, wobei sich nach dem Starten des ersten Triebwerkes schon beide Rotoren drehen müssen.

#### Ausfallsicherheit und Notverfahren
Durch das ICDS ist es in beiden Flugmodi möglich, beim Ausfall eines Triebwerkes den Flug mit eingeschränkten Flugleistungen fortzusetzen. Das abgestellte Triebwerk wird durch seine Freilaufkupplung vom Antriebsstrang isoliert, so dass weiterhin beide Proprotor-Getriebe bei aufrecht erhaltener Synchronisation vom verbleibenden Triebwerk angetrieben werden. Im Gegensatz zu einem klassischen zweimotorigen Flugzeug ist es im Flugzeug-Modus nicht vorgesehen und auch nicht notwendig, den Proprotor auf der schadhaften Seite in eine Segelstellung zu bringen (Feathering), um Windmilling zu unterbinden und den asymmetrischen Schleppwiderstand zu verringern, da beide Proprotoren mit gleich verteilter Leistung weiterlaufen.
Beim Ausfall beider Triebwerke im Flugzeugmodus ist das Standardverfahren eine Notlandung im Gleitflug. Da die Proprotoren nicht wie zuvor geschildert in Segelstellung gebracht werden können, entsteht durch das Windmilling der nun vom Fahrtwind angetriebenen Proprotoren ein starker Schleppwiderstand, der nur eine Gleitzahl um ca. 4,5 bei ca. 18 m/s Sinken bei einer Geschwindigkeit von ca. 315 km/h (170 KCAS) zulässt. Das Aufsetzen erfolgt mit ca. 240 km/h (130 KCAS). Da die Triebwerksgondeln in der vorderen Stellung verbleiben sollen, berühren die laufenden Rotorblätter bei dieser Methode der Notlandung – auch wenn sie glückt – den Boden und werden zerstört. Es ist jedoch durch die Beschaffenheit des Faserverbundwerkstoffes, aus dem die Blätter gefertigt werden, konstruktiv sichergestellt, dass diese beim Hinderniskontakt in einen „Besenstroh-Zustand“ („Broomstraw“) zersplittert werden, der verhindert, dass größere Bruchstücke weggeschleudert werden und die Insassen in der Kabine gefährden.
Bei einem vollständigen Ausfall beider Triebwerke im Langsam- oder Schwebeflug mit hoch gestellten Triebwerksgondeln ist eine Autorotationslandung anzustreben. Im Vergleich zu einem herkömmlichen Hubschrauber ist das Autorotationsverhalten der Osprey jedoch aufgrund der geringen Schwungmasse im Rotorsystem – in Bezug auf das Fluggewicht – nicht einfach zu beherrschen. Es kommt dabei zu hohen Sinkraten um die 25 m/s, was ein Abfangen, Ausflaren und Aufsetzen ohne Bruch zusätzlich erschwert. Obwohl die Autorotation schwierig ist, wird sie in der Ausbildung im Simulator gelehrt.
Beiden Notverfahren ist gemeinsam, dass keine Transition mehr durchgeführt werden soll, sondern das Fluggerät entweder im Gleitflug oder in der Autorotation verbleibt, je nachdem, in welchem Zustand der Antriebsverlust eingetreten ist.
Während der Entwicklungs- und Erprobungsphasen kam es zu mehreren Abstürzen mit Verlusten von Menschenleben, was das Projekt erheblich verzögerte. Bei einem Unfall geriet die Flugmaschine in das sogenannte Wirbelringstadium (englisch vortex ring state), das für Hubschrauber und ähnliche Flugobjekte gefährlich ist: hierbei kommt es bei großen Sinkgeschwindigkeiten mit niedriger Horizontalgeschwindigkeit zu einem Strömungskurzschluss an den Blattenden. Dadurch sinkt der Auftrieb stark ab, was zu unkontrolliertem Sinken führt. Hinzu kommen starke Vibrationen.
Aus diesem Grund wurde den Piloten der V-22 verboten, bei weniger als 74 km/h (40 Knoten) Horizontalgeschwindigkeit mehr als 240 Meter pro Minute zu sinken. Bell-Boeing erweiterte die Instrumente um eine Warnleuchte und eine akustische Warneinrichtung, die bei einer Annäherung an einen kritischen Flugzustand aktiv werden. Obwohl der Hersteller das Gegenteil behauptet, sehen manche Experten darin eine Einschränkung der Flugtüchtigkeit – insbesondere in Hinsicht auf Kampfsituationen.

## Zwischenfälle
- Am 11. Juni 1991 ereignete sich der erste tödliche Unfall mit einer V-22 am Boeing-Helicopter-Flugtestzentrum in Wilmington, Delaware. Die Maschine stürzte aufgrund von Stabilitätsproblemen drei Minuten nach dem Start ab, der Unfall wurde letztendlich auf eine fehlerhafte Verkabelung zurückgeführt und die Osprey als Totalschaden abgeschrieben.[14]
- Am 20. Juli 1992 stürzte in der Nähe der Marine Corps Base Quantico, Quantico, Virginia, der vierte Prototyp ins Wasser, wobei sieben Besatzungsmitglieder starben. Ursache war ein Feuer in der Antriebsanlage, das bei einem von der Eglin Air Force Base ausgehenden 700-Meilen-Non-Stop-Flug auftrat. Auslöser des Brandes war eine falsch montierte Öl-Dichtung im Getriebe der rechten Triebwerksgondel. Diese Dichtung wurde nach dem Vorfall umkonstruiert, um eine falsche Montage zukünftig auszuschließen. Die Hydraulik-, Treibstoff- und Stromleitungen in den Triebwerksgondeln wurden als weitere Maßnahme komplett neu angeordnet, um bei der Wartung einen besseren Überblick und Zugang zu haben.
- Am 8. April 2000 stürzte eine MV-22 in der Nähe des Marana Regional Airport bei Tucson während einer Evakuierungsübung ab; dabei starben 19 Menschen. Zu diesem Zeitpunkt waren vier Osprey in Marine Corps Air Station Yuma in Arizona stationiert, bis zum Unfall waren erst fünf Maschinen nach Serienstandard zur Einsatzerprobung an das Marine Corps übergeben worden. Im offiziellen Bericht wird gemeldet, dass die Datenauswertung keine mechanischen oder Softwarefehler ergeben hat. Es soll ein Pilotenfehler vorgelegen haben; die Maschine sank zu schnell bei zu niedriger Vorwärtsgeschwindigkeit (250 % der vorgegebenen Rate).
- Am 11. Dezember 2000 stürzte während eines Nachttrainings eine Osprey über einem zehn Meilen von Jacksonville entfernten Waldstück ab, dabei starben vier Marines. Der Absturz wurde durch einen Fehler in der Flugsteuerungssoftware verursacht, da diese versuchte, durch ein Leck in einer Hydraulikleitung entstandene Probleme zu kompensieren.
- In den Jahren 2006 und 2007 gab es insgesamt sechs Unfälle, jedoch ohne Verletzte.
- Am 9. April 2010 stürzte eine Osprey bei einem Einsatz im Süden Afghanistans 11 km westlich von Qalat-i-Ghilzai aus unbekannten Gründen ab. Vier Insassen, darunter ein Zivilist, wurden getötet.[15]
- Am 11. April 2012 stürzte im Rahmen der Übung African Lion mit der marokkanischen Armee eine V-22 des VMM-261 mit vier Personen an Bord nahe dem marokkanischen Agadir ab, wobei zwei starben. Die Osprey war auf der USS Iwo Jima stationiert.[16][17]
- Am 13. Juni 2012 stürzte auf der Eglin Air Force Base im US-Bundesstaat Florida eine V-22 der 1st Special Operations Wing während eines Routinetrainings ab. Bei dem Unfall wurden die fünf Besatzungsmitglieder schwer verletzt.[18]
- Am 17. Mai 2015 gab es bei einem Absturz auf Hawaii zwei Todesopfer und 20 Verletzte. Ursache war laut einer Untersuchung des US-Militärs der Ausfall des linken Triebwerks durch anhaltende Verschmutzung, verursacht durch längere Flüge in sogenannten Brownout-Konditionen, bei denen durch Landungen auf unbefestigtem Terrain Schmutz aufgewirbelt wird, der auch von den Triebwerken eingesogen wird. In diesem Falle hatten die Verschmutzungen im Triebwerk einen Abriss des Luftstroms im Kompressor, einen so genannten compressor stall, verursacht.[19]
- Am 13. Dezember 2016 stürzte eine Maschine in der Nähe von Nago 80 m vor der Küste von Okinawa ins Meer. Die fünf Besatzungsmitglieder konnten sich retten.[20]
- Am 5. August 2017 stürzte eine MV-22 Osprey des US-Marinekorps, gestartet vom Schiff USS Bonhomme Richard bei Routineoperationen östlich vor Australien ins Meer. Von 26 Soldaten wurden 23 gerettet, die drei Vermissten wurden am 7. August 2017 für tot erklärt.[21]
- Am 18. März 2022 stürzte eine MV-22B des USMC im Rahmen der Übung Cold Response in der Kommune Beiarn in Norwegen ab, wobei die vier Insassen ihr Leben verloren.[22]
- Am 8. Juni 2022 stürzte eine Maschine im Imperial Valley in Südkalifornien bei Schießübungen auf einem Übungsgelände ab und brannte aus. Vier Marines kamen ums Leben.[23][24]
- Am 27. August 2023 stürzte eine MV-22B des USMC während des Manövers Predators Run über Melville Island ab. An Bord befanden sich 23 US-Marinesoldaten. Bei dem Unglück kamen drei Menschen ums Leben, mindestens 20 weitere Personen erlitten teils schwere Verletzungen.[25]
- Am 29. November 2023 stürzte eine V-22 Osprey des US-Militärs in der Nähe der Insel Yakushima im Westen Japans mit acht Menschen an Bord ab, die dabei ums Leben kamen.[26][27] Der Absturz wurde durch technisches Versagen verursacht. Daraufhin verfügten die US-amerikanischen Behörden im Dezember 2023 ein generelles Flugverbot.[28][29]

## Versionen

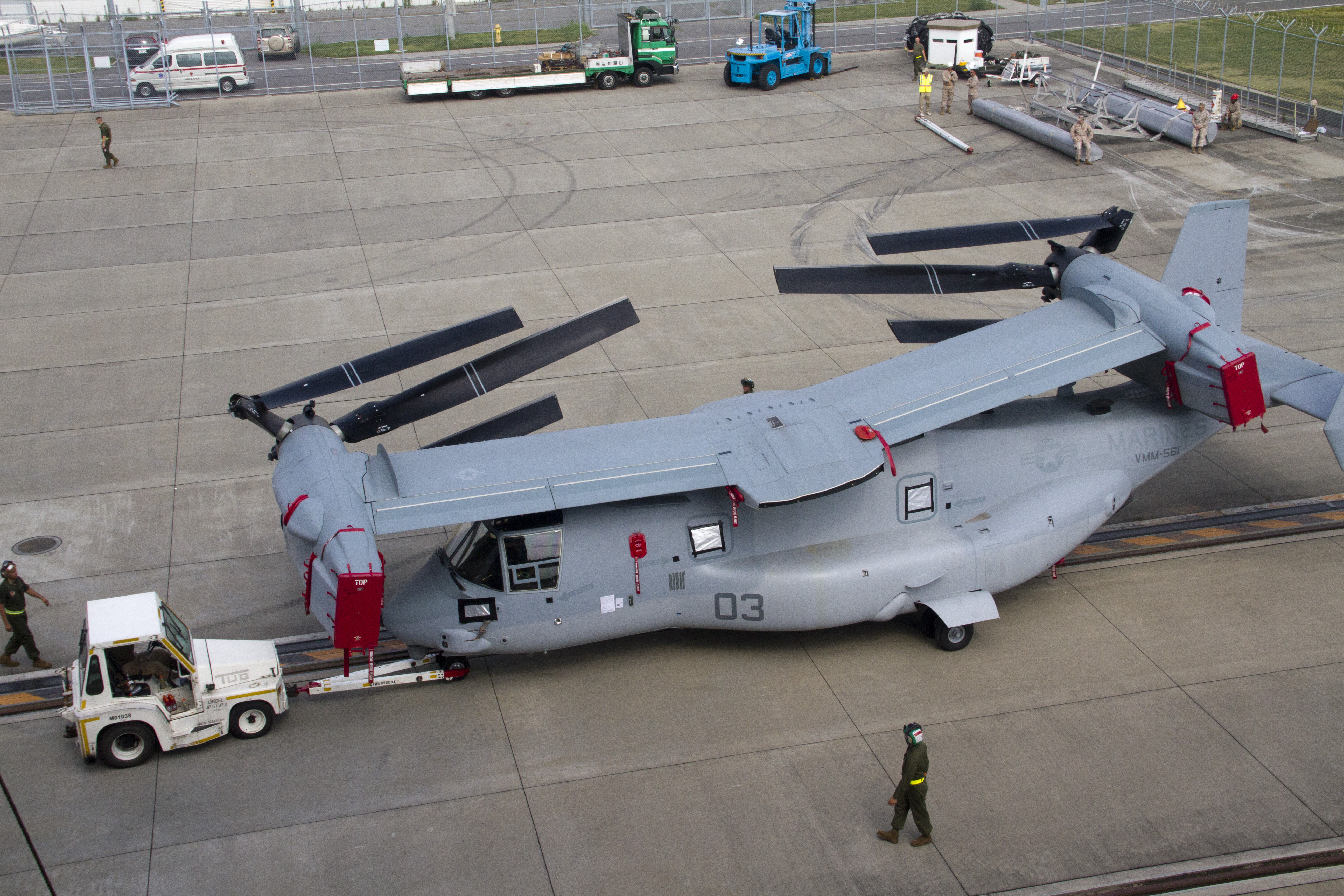
Die gesamte Tragfläche der Version MV-22A ist beidrehbar, die Rotorblätter lassen sich einfalten, um Platz auf Flugzeugträgern zu sparen

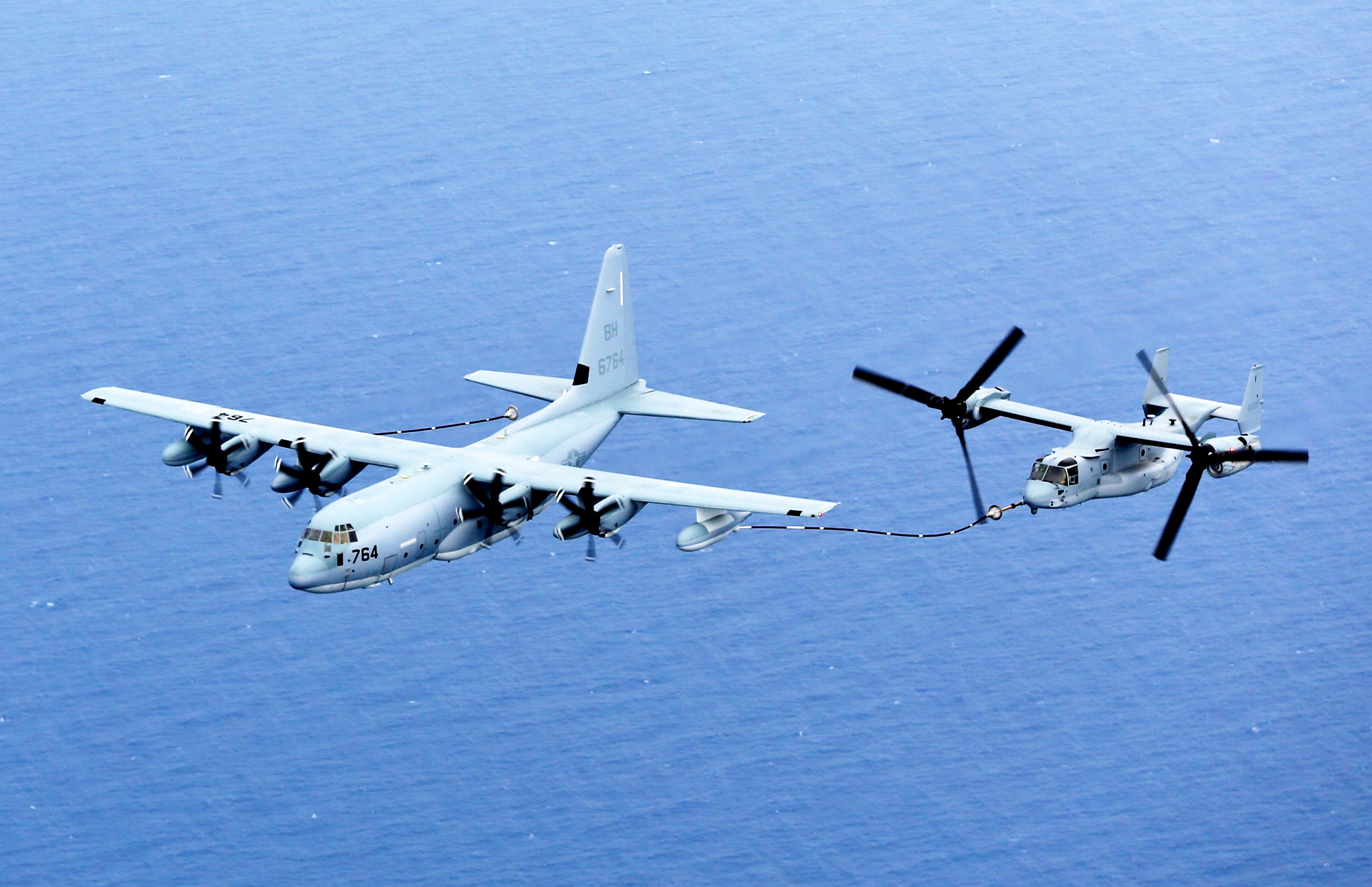
Luftbetankung durch eine Hercules

MV-22ADie USMC-Version MV-22A ist für den Transport von Truppen, Ausrüstung und Versorgungsmaterialien ausgelegt und kann von Schiffen oder von unbefestigten Flugplätzen an Land aus eingesetzt werden. Um an Bord eines Schiffes platzsparend verstaut zu werden, kann diese Version die Tragfläche um 90 Grad über den Rumpf schwenken sowie die Rotorblätter einklappen. Sie benötigt damit eine Hangarfläche von nur 19 m × 5,6 m.
MV-22BDerzeit befinden sich 125 MV-22B in Einsatz beim Marine Corps. Maschinen, die in der Block-A-Variante gebaut wurden, besitzen eine feste Sonde zur Luftbetankung, während in der Block-B-Reihe diese Sonde bisher ab Werk nicht angebaut wird. Die ab 2014 vorgesehene Block-C-Reihe erhält eine neue Softwareausstattung, größere und höher auflösende Bildschirme sowie ein Wetterradar. Für die in Afghanistan eingesetzten Maschinen wurde ein im Boden eingebauter ausfahrbarer Waffenstand als Zwischenlösung entwickelt. Bei der Landung muss dieser Stand eingefahren sein. Daneben existieren auch Einbauten eines 7,62-mm-M240-Maschinengewehrs im Heck der MV-22B.
CMV-22BDie CMV-22B (ursprünglich als HV-22 bezeichnet) werden von der US-Marine für Such- und Rettungseinsätze sowie zur Unterstützung der Schiffsversorgung als Nachfolger der C-2 eingesetzt. Durch größere Tanks hat sie eine auf 1.150 Seemeilen erhöhte Reichweite gegenüber den 860 Seemeilen der Standard-MV-22B.
CV-22ADie CV-22A sind für Spezialeinsätze des teilstreitkräfteübergreifenden United States Special Operations Command (USSOCOM) vorgesehen (z. B. Such- und Rettungseinsätze). Sie werden mit farbigen Helmdisplays von Elbit Systems ausgerüstet. Von den 50 bestellten Flugzeugen waren im Januar 2016 42 einsatzbereit, die restlichen sollten bis Ende 2016 ausgeliefert werden.

## Technische Daten
|                                     | Kenngröße                                                          | Daten                                                                                      |
| ----------------------------------- | ------------------------------------------------------------------ | ------------------------------------------------------------------------------------------ |
| Besatzung                           | Besatzung                                                          | 2 Piloten                                                                                  |
| Abmessungen                         |                                                                    |                                                                                            |
| Länge                               | 17,48 m                                                            |                                                                                            |
| Höhe                                | 6,63 m                                                             |                                                                                            |
| Höhe Seitenstabilisator             | 5,28 m                                                             |                                                                                            |
| Höhe Rotornabe                      | 6,63 m                                                             |                                                                                            |
| Flügelspannweite                    | 13,97 m                                                            |                                                                                            |
| Rotordurchmesser                    | 11,58 m                                                            |                                                                                            |
| Massen und Zuladung                 |                                                                    |                                                                                            |
| Leermasse                           | 15.032 kg                                                          |                                                                                            |
| VTOL-Startmasse max.                | 21.546 kg                                                          |                                                                                            |
| STOVL-Startmasse max.               | 24.948 kg                                                          |                                                                                            |
| Überführungsstartmasse max.         | 27.443 kg                                                          |                                                                                            |
| Zuladung                            | 24 voll ausgerüstete Soldaten oder 12 Tragen                       |                                                                                            |
| Innenlast max.                      | 9.072 kg                                                           |                                                                                            |
| Außenlast max.                      | 6.804 kg                                                           |                                                                                            |
| Effektives Innenvolumen             | 24,3 m³                                                            |                                                                                            |
| Treibstoffkapazitäten               |                                                                    |                                                                                            |
| V-22 Basiskapazität                 | 4.284 l                                                            |                                                                                            |
| V-22                                | 2 interne Zusatztanks im Laderaum mit je 3.028 l                   |                                                                                            |
| V-22                                | 4 externe Tanks mit je 280 l                                       |                                                                                            |
| CV-22-Außentank (CFT)               | 4.784 l                                                            |                                                                                            |
| MV-22-Außentank (CFT)               | 5.481 l                                                            |                                                                                            |
| Triebwerke                          | Triebwerke                                                         | 2 an schwenkbaren Gondeln befestigte Rolls-Royce AE 1107C-Liberty; je 4.600 kW (6.150 shp) |
| Flugleistungen                      |                                                                    |                                                                                            |
| Geschwindigkeitsbereich             | 83 km/h bis 584 km/h (45 kt bis 315 kt) – level forward flight TAS |                                                                                            |
| Einsatzgeschwindigkeit (in 1.000 m) | 509 km/h (275 kt)                                                  |                                                                                            |
| Höchstgeschwindigkeit (in 5.000 m)  | 565 km/h (305 kt)                                                  |                                                                                            |
| Dienstgipfelhöhe                    | 7.925 m (26.000 ft)                                                |                                                                                            |
| Standardflughöhe                    | 3.441 m (11.300 ft)                                                |                                                                                            |
| Schwebeflughöhe max.                | 4.331 m (14.200 ft)                                                |                                                                                            |
| Steigrate (vertikal/schräg)         | 5,5 m/s/11,8 m/s                                                   |                                                                                            |
| g-Limit                             | +4/−1                                                              |                                                                                            |
| Reichweiten                         |                                                                    |                                                                                            |
| Amphibische Angriffsoperation       | 935 km                                                             |                                                                                            |
| 4.500 kg Nutzlast, VTOL             | >650 km                                                            |                                                                                            |
| 2.700 kg Nutzlast, VTOL             | >1.300 km                                                          |                                                                                            |
| 4.500 kg Nutzlast, STOVL            | >1.760 km                                                          |                                                                                            |
| Überführung                         | 3.890 km                                                           |                                                                                            |

## Nutzer

Ein Exemplar landet 2013 in den Patch Barracks bei Stuttgart

Vereinigte Staaten
458 Flugzeuge geplant: Die Stückkosten belaufen sich auf etwa 68 Millionen US-Dollar („Flyaway“) bzw. 86 Millionen US-Dollar (Systempreis).
United States Air Force: 50 CV-22A geplant
United States Navy: 44 CMV-22B geplant
United States Marine Corps: 360 MV-22A/B geplant
V-22 sollten beim Marine Corps den CH-46 Sea Knight und den CH-53 Sea Stallion ersetzen, beim Special Operations Command einige Versionen der H-53, H-47, H-60 und der Lockheed C-130. Letztere hat auch einige CV-22A in Europa stationiert, augenblicklich noch in RAF Mildenhall und zukünftig auf der Spangdahlem Air Base.
 Japan
Bodenselbstverteidigungsstreitkräfte: 17 MV-22B: Die ersten beiden Maschinen wurden im Juli 2020 an die Selbstverteidigungsstreitkräfte geliefert und absolvierten den ersten Flug im November desselben Jahres. Die Maschinen werden trotz lokaler Proteste zunächst am Militärflugplatz Kisarazu stationiert, da dort das US Marine Corps eine Wartungsbasis betreibt. Im Juli/August 2025 verlegte die Flotte an ihren endgültigen Standort Camp Saga im Südwesten des Landes.
Interessenten
 Israel
ursprünglich 6 V-22B Block III geplant, zurzeit gestoppt
 Indien
Das Indian Aviation Research Centre (ARC) hat Interesse an vier Maschinen bekundet. Sie sollen dort zur Personenrettung und für Versorgungsflüge eingesetzt werden; bei Bedarf sollen die Maschinen auch der paramilitärischen Special Frontier Force zur Verfügung stehen. Der Wert des Auftrags wird auf rund 300 Millionen US-Dollar geschätzt. Die indische Marine hat offenbar auch Interesse an einigen Exemplaren. Die V-22 sollen dort das AWACS-System unterstützen und dabei die alten sowjetischen Kamow Ka-31 ersetzen. Jedoch liegen noch keine Bestellungen von der Marine vor.